# 莫嫩 (印第安納州)
莫嫩（英語：Monon）是一個位於美國印地安納州懷特縣的城鎮。

## 人口
根據2010年美國人口普查的數據，莫嫩的面積為2.29平方千米，當中陸地面積為2.29平方千米，而水域面積為0.00平方千米。當地共有人口1777人，而人口密度為每平方千米776人。